# Удельный вес
Уде́льный вес — физическая величина, которая определяется как отношение веса вещества (тела) P к занимаемому им объёму V, то есть, удельный вес численно равен: {\displaystyle \gamma ={\frac {P}{V}}}.

## Описание
В любой системе единиц удельный вес равен произведению плотности вещества на ускорение свободного падения. В Международной системе единиц (СИ) удельный вес вещества измеряется в Н/м³; в системе СГС — в дин/см³ и в системе МКГСС — в кгс/м³.
В отдельных случаях удельным весом называют безразмерное число, которое показывает, во сколько раз вещество тяжелее воды такого же объёма при 4 °C (относительная плотность).

## Плотность и удельный вес
Иногда удельный вес путают с плотностью, численное значение которой в единицах СИ совпадает с численным значением удельного веса, выраженного в единицах системы МКГСС. Это смешение аналогично тому, которое касается смешения значений терминов вес и масса. Такое смешение представляет собой либо просто ошибку, либо нестрогое (по сравнению с научным) словоупотребление в быту или в областях хозяйственной деятельности, в которых различие этих понятий неважно (а именно на Земле, то есть при условии приблизительно постоянного {\displaystyle g}, и при небольших ускорениях, то есть настолько малых, чтобы их влиянием на вес можно было пренебречь).